# Amund Ringneseiland
Amund Ringneseiland (Engels: Amund Ringnes Island) is een onbewoond eiland in de regio Qikiqtaaluk in Nunavut, Canada. Het eiland ligt in de Noordelijke IJszee en is onderdeel van de Sverdrup-eilanden en de Koningin Elizabetheilanden. Het eiland ligt ten oosten van Ellef Ringnes-eiland, gescheiden door Hassel Sound, en ten westen van Axel Heibergeiland. Ten zuiden van het eiland is de Hendriksen Strait, dat het eiland scheidt van Cornwalleiland. Norwegian Bay ligt in het oosten, net als Haig-Thomas-eiland. In het noorden ligt Peary Channel.
Het eiland heeft een oppervlakte van 5.255 km² en is daarmee het 111e grootste eiland ter wereld, en de 25e van Canada.
Het eiland werd door Otto Sverdrup vernoemd naar een van de sponsors van zijn expeditie: Amund Ringnes, een brouwer uit Oslo. Hij nam het voor het eerst waar in 1900. Het eiland werd geclaimd door Noorwegen van 1902 tot de claim werd opgegeven in 1930.
| Eilanden en wateren rondom Amund Ringneseiland | Eilanden en wateren rondom Amund Ringneseiland | Eilanden en wateren rondom Amund Ringneseiland | Eilanden en wateren rondom Amund Ringneseiland | Eilanden en wateren rondom Amund Ringneseiland |
| ---------------------------------------------- | ---------------------------------------------- | ---------------------------------------------- | ---------------------------------------------- | ---------------------------------------------- |
|                                                |                                                | Peary Channel                                  |                                                |                                                |
|                                                |                                                |                                                |                                                |                                                |
| Hassel Sound, Ellef Ringnes-eiland             | Axel Heibergeiland, Haig-Thomas-eiland         |                                                |                                                |                                                |
|                                                |                                                |                                                |                                                |                                                |
|                                                |                                                | Hendriksen Strait, Cornwalleiland              |                                                | Norwegian Bay                                  |